# Trypanophobie
Als Trypanophobie (von altgriechisch τρύπανον trýpanon, deutsch ‚Bohrer‘, und φόβος phóbos, deutsch ‚Furcht‘) oder (umgangssprachlich) Spritzenangst wird die Angst vor Injektionen bezeichnet. Dabei handelt es sich um eine spezifische Phobie, die als relativ häufig und als allgemein medizinisch relevant gilt.
Nir und Kollegen untersuchten 400 Personen (mittleres Alter 25 Jahre), die Reiseimpfungen erhalten sollten. Davon waren 7 % medizinische Mitarbeiter und 2,8 % Personen, die sich regelmäßig Insulin spritzen mussten. 21,7 % gaben an sich zu fürchten, während bei 8,2 % eine unverhältnismäßig große Angst festgestellt werden konnte. Zu Ohnmachtsanfällen kam es besonders bei Personen mit einer Spritzenphobie und solchen mit schlechten Vorerfahrungen. Andererseits konnte eine deutlich wahrnehmbare Empathie die Rate an Ohnmachtsanfällen reduzieren.
Um eine zielgerichtete Therapie ermöglichen zu können, muss unterschieden werden zwischen einer
- Trypanophobie (Angst vor der Injektion als solcher)
- Belonophobie (Angst vor Nadeln) oder Aichmophobie (Angst vor spitzen Gegenständen)
- Vaccinophobie (Angst vor Impfungen)

Insulinpflichtige Diabetiker mit „Spritzenangst“ benötigen dementsprechend auch ein psychologisches Gutachten, bevor eventuell eine „Impfpistole“ zur Verabreichung des Insulins von den Krankenkassen zur Verfügung gestellt werden kann – nicht zuletzt, weil auch die Diagnose einer Phobie als solche selbst gesichert werden muss. Ersatzweise kann der zu injizierende Ampulleninhalt sublingual oder nasal  appliziert  werden.  Als psychotherapeutisches Verfahren kommt meist die modifizierte Verhaltenstherapie zum Einsatz.
Eine Möglichkeit zur Umgehung der Spritzenangst stellt für einige Administrationsrouten in Zukunft möglicherweise die nadelfreie Injektion dar. Sie bietet jedoch keinen Ersatz beispielsweise für eine intravenöse Gabe.

## Belege
1. ↑  Y. Nir, A. Paz, E. Sabo, I. Potasman: Fear of injections in young adults: prevalence and associations. Am J Trop Med Hyg. 2003 Mar;68 (3): S. 341–344, PMID 12685642.